# Азизагов мост
Мостът на Азиз ага (на гръцки: Γεφύρι του Αζίζ-Αγά) е каменен мост в Егейска Македония, Гърция.
Намира се на няколко километра източно от село Трикомо (Залово), дем Гревена, на река Венетикос в източните възвишения на Пинд. Мостът има най-голямо отваряне на дъга в Македония, която достига до 15 метра, а дължината му е 70 метра. От двете страни на голямата арка има две по-малки, както и облекчаващи отвори над тях. Построен е през османското владичество в 1727 година и носи името на финансиралия го Азиз ага.
В 1969 година е преименуван на Трикомски мост (Γέφυρα Τρικώμου).
В 1995 година мостът е обявен за защитен паметник.